# 塞雷諾泉 (亞利桑那州)
塞雷諾泉（英語：Sereno Springs）是位於美國亞利桑那州可可尼諾縣的一個非建制地區。該地的面積和人口皆未知。

## 地理
塞雷諾泉的座標為35°14′20″N 112°16′50″W / 35.23889°N 112.28056°W，而該地的平均海拔高度為2051米（即6729英尺）。